# Illa des Bosc
Illa des Bosc är en ö i Spanien.   Den ligger i regionen Balearerna, i den östra delen av landet, 500 km öster om huvudstaden Madrid. Arean är 0,29 kvadratkilometer.
Terrängen på Illa des Bosc är platt. Öns högsta punkt är 56 meter över havet. Den sträcker sig 0,7 kilometer i nord-sydlig riktning, och 0,6 kilometer i öst-västlig riktning.